# FC Hennef 05
El FC Hennef 05 es un club deportivo de la ciudad de Hennef, distrito de Rin-Sieg en el estado de Renania del Norte-Westfalia.

## Historia
En 1916 el club Viktoria Geistingen fue fundado y en 1924 se unieron los jugadores de fútbol de las comunidades luego separadas en Hennef y Geistingen en el club Victoria Hennef-Geistingen juntos. Pero en 1929, los distritos se separaron del fútbol otra vez: Se la asociación Geistingen en un lado y Victoria Hennef en el otro lado. El Viktoria Hennef fue fundado en 1895 y junto con el Hennef Turnverein estaban juntos para el club de gimnasia y deportes de césped y se llamaba TuRa Hennef. En 1945 el Hennef Turnverein recibió su independencia, el SSV Geistingen no revivió y la ex Victoria mantuvo el nombre TuRa Hennef.
En los años 50 el período más exitoso del fútbol en Hennef cae. En 1950, que se levantó en la liga nacional central del Rin, entonces la tercera liga más alto en el fútbol alemán. Después del descenso en 1952, se elevó a vuelta de nuevo y se clasificó en la temporada 1955/56 como séptimo en la recién fundada Asociación de la Liga del Rin Medio . En 1959, la asociación celebrada en la tercera división. 
Después de años más débiles, sobre todo a finales de los años 60 y principios de los 70, jugando en el primer equipo desde 1985 en la liga nacional, en el 2002, el FC Geistingen fundado en 1968,. Al final de la temporada siguiente se levantó TuRa Hennef en la federación de la Liga , pero solo se pudo celebrar una sola temporada.
En 2005 se fusionó TuRa Hennef y FC Geistingen para FC Hennef 05, La asociación cuenta con 27 jóvenes y 5 equipos senior y cuatro equipos mayores de hombres. En 2007, el primer equipo de fútbol de los caballeros se levantó en la federación de la Liga del Medio Rin en que uno, pertenece después de ascendencia interino en la liga nacional en 2009, desde 2010. Además, hay ocho equipos de balonmano.
En 2012 el FC Hennef gana en la Copa del Rin Medio por una victoria 3 : 0 Final en Bonn contra FC Erftstadt y así se clasificó para la primera ronda de la Copa DFB . El equipo de la Quinta liga tomó parte en la historia del club en la competición por primera vez. La temporada en la Liga del Rin Medio se terminó como primero en la tabla, abandonado por razones financieras sino al posible ascenso a la Liga Regional Oeste . 
En la primera ronda de la Copa DFB de FCH se encontró con el club de segunda división TSV 1860 Múnich. El juego, que en Bonn Sportpark Nord fue como se esperaba, se fue con un resultado de 0 : 6.
Al igual que en los dos años anteriores, el FC Hennef ganó la Liga del Rin Medio, en la temporada 2013-14. Esta vez, sin embargo, se atrevieron a subir en la Regionalliga West y entra en esto desde la temporada 2014/15.

## Palmarés
- Oberliga Mittelrhein: 3

2013, 2014, 2023
- Verbandsliga Mittelrhein: 1

2012
- Landesliga Mittelrhein 1: 1

2007
- Middle Rhine Cup: 1

2012